# Sundance Kid

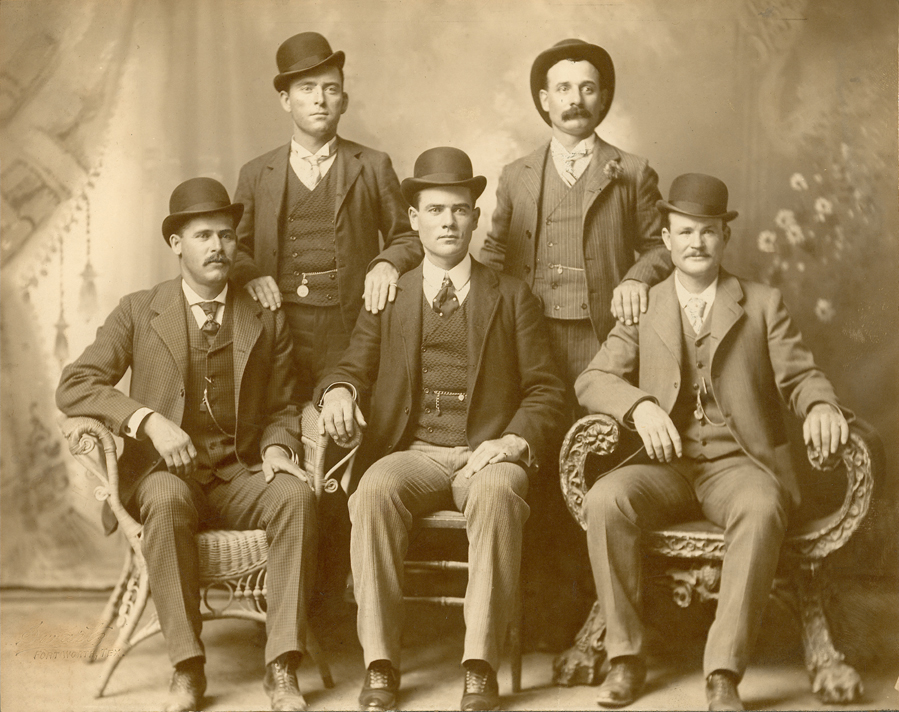
Dzika Banda Butcha Cassidy'ego (1900)
Sundance Kid – pierwszy z lewej,
Butch Cassidy – pierwszy z prawej

Sundance Kid, właśc. Harry Alonzo Longabaugh (ur. 1867, zm. 7 listopada 1908) – jeden z najsławniejszych amerykańskich złodziei, rabuś banków i pociągów, członek „Dzikiej Bandy” Butcha Cassidy’ego, działającej na Dzikim Zachodzie pod koniec XIX w.

## Życiorys
Pierwsza kradzież Harry’ego miała miejsce w 1887 roku na ranczu w Sundance. Został aresztowany i skazany na 18 miesięcy więzienia. W czasie pobytu w więzieniu przyjął pseudonim Sundance Kid. Po zwolnieniu z więzienia, prawdopodobnie w roku 1896, poznał Butcha Cassidy’ego i przystąpił do jego Dzikiej Bandy. Dzika Banda zasłynęła z najdłuższej serii udanych napadów na pociągi i banki w historii Stanów Zjednoczonych. Sundance Kid uciekł z USA wraz z Butchem Cassidy i swoją  partnerką Ettą Place przed obławą zorganizowaną przez Narodową Agencję Detektywistyczną Pinkertona. Uciekli najpierw do Argentyny, a następnie do Boliwii, gdzie Sundance Kid i Butch Cassidy zostali zabici w strzelaninie 7 listopada 1908 roku.

## Sundance Kid w filmie
W 1969 roku jego życie i związek z Butchem Cassidy zostały przeniesione na wielki ekran. W filmie Butch Cassidy and the Sundance Kid wystąpili: Paul Newman (Butch Cassidy) i Robert Redford (Sundance Kid). W roku 1979 został nakręcony prequel tego filmu pod tytułem Butch and Sundance: The Early Days pokazujący ich młode lata. Tym razem w role głównych bohaterów wcielili się: Tom Berenger (Butch Cassidy) i William Katt (Sundance Kid).